# Caro Saturni
Caro Saturni (Monterrey, 18 de enero de 1996) es una guitarrista y cantante mexicana, reconocida por su participación como guitarrista principal en la banda femenina de Death Metal regia Spit On Your Grave 

## Carrera
Caro Saturni inició en la música desde joven, comenzó a tocar la guitarra en bandas de punk en 2014, pocos años después se unió a la banda Spit On Your Grave donde inició su carrera de guitarrista y compositora en el género de Death metal. 

## Discografía
- The Night Of The Women's Rites, Spit On Your Grave, (Álbum, 2018)
- Ixik Uh , Spit On Your Grave (Single,2022)
- Arkanum, Spit On Your Grave (Álbum, 2024)